# Sam Myers

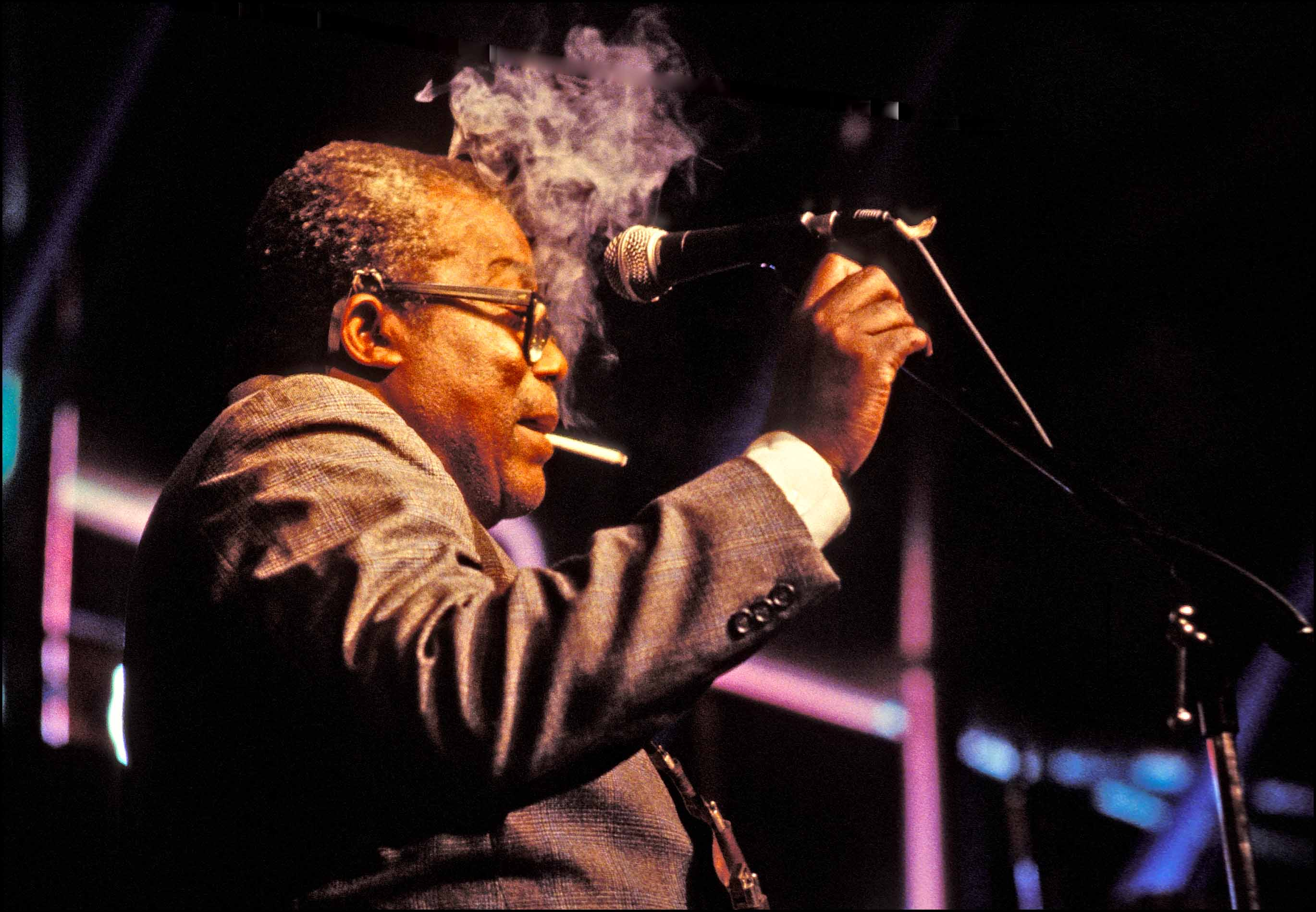
Sam Myers, 2006

Samuel Joseph Myers (* 19. Februar 1936 in Laurel, Mississippi; † 17. Juli 2006 in Dallas, Texas) war ein US-amerikanischer Blues-Musiker (Gesang, Mundharmonika, Schlagzeug) und Songschreiber.

## Biografie
Während seiner Schulzeit in Jackson, Mississippi, lernte Myers Trompete und Schlagzeug zu spielen. Mit einem Stipendium besuchte er 1949 die „American Conservatory School of Music“ in Chicago. Nachts spielte er in den Clubs der South Side, wo er mit so bekannten Bluesmusikern wie Jimmy Rogers, Muddy Waters, Howlin’ Wolf, Little Walter, Hound Dog Taylor, Junior Lockwood und Elmore James auftrat.
Bei Elmore James spielte Myers von 1952 bis zu dessen Tod 1963 Schlagzeug. 1956 schrieb er den Bluesklassiker Sleeping In The Ground, der später u. a. von Eric Clapton und Robert Cray neu eingespielt wurde.
Zwischen den frühen 1960er Jahren und 1986 arbeitete Myers in der Gegend um Jackson und im Chitlin’ Circuit. Mit Blues Queen Sylvia und der Mississippi All-Stars Blues Band war er weltweit auf Tour.
Ab 1986 bis zu seinem Tod war Myers Sänger und Mundharmonikaspieler bei Anson Funderburgh & The Rockets. Sam Myers starb am 17. Juli 2006 an Kehlkopfkrebs.

## Auszeichnungen
Die Rockets gewannen insgesamt neun Handy Awards, darunter drei als „Band of the Year“ und 2004 in der Kategorie „Best Traditional Album of the Year“.
Für sein Solo-Album Coming From The Old School war Sam Myers 2005 in der Kategorie „Best Traditional Album of the Year“ nominiert.